# マッカンドレス (フリゲート)
| USS McCandless (FF-1084) |                                                                |
| 艦歴                     |                                                                |
| 発注                     | 1966年8月25日                                                  |
| 起工                     | 1970年6月4日                                                   |
| 進水                     | 1971年3月20日                                                  |
| 就役                     | 1972年3月18日                                                  |
| 退役                     | 1994年5月6日                                                   |
| その後                   | 2002年2月2日にトルコ海軍へ移管                                 |
| 除籍                     | 1995年1月11日                                                  |
| 性能諸元                 |                                                                |
| 排水量                   | 基準: 3,068t                                                   |
| 排水量                   | 満載: 4,130t                                                   |
| 全長                     | 133.5 m (438 ft)                                               |
| 全幅                     | 14.33 m (47 ft)                                                |
| 吃水                     | 7.62 m (24.75 ft)                                              |
| 機関                     | 水管ボイラー (84.4at, 538℃)×2缶                                |
| 機関                     | 蒸気タービン (35,000hp)×1基                                    |
| 機関                     | スクリュープロペラ×1軸                                         |
| 速力                     | 最大: 27ノット以上                                             |
| 航続距離                 | 4,500海里 (20ノット巡航時)                                     |
| 乗員                     | 士官16名、曹士211名                                            |
| 兵装                     | Mk.42 5インチ単装速射砲×1基                                    |
| 兵装                     | Mk.15 20mmCIWS×1基 ※BPDMSと交換に後日装備                      |
| 兵装                     | シースパローBPDMS 8連装発射機×1基 ※後日装備, 後にCIWSに換装    |
| 兵装                     | Mk.16 8連装ミサイル発射機×1基 (アスロックSUM, ハープーンSSM用) |
| 兵装                     | Mk.32 mod.9 連装短魚雷発射管×2基                               |
| 艦載機                   | QH-50 DASH×2機 ※SH-2 LAMPSヘリコプター×1機に 後日換装          |
| FCS                      | Mk.68 砲射撃指揮用                                             |
| FCS                      | Mk.114 水中攻撃指揮用                                          |
| センサ                   | AN/SPS-40 対空捜索レーダー                                     |
| センサ                   | AN/SPS-10 対水上捜索レーダー ※AN/SPS-67に後日換装              |
| センサ                   | AN/SQS-26CX 艦首装備ソナー                                     |
| センサ                   | AN/SQS-35 可変深度ソナー ※AN/SQR-18戦術曳航ソナーに後日換装    |
| 電子戦                   | AN/WLR-1C電波探知装置 ※AN/SLQ-32に後日換装                     |
| 電子戦                   | AN/ULQ-6C電波妨害装置 ※AN/SLQ-32への換装と同時に撤去           |
| 電子戦                   | Mk.137 6連装デコイ発射機×2基 ※後日装備                         |
| モットー                 | Illumino Marem                                                 |

マッカンドレス (英語: USS McCandless, FF-1084) は、アメリカ海軍のフリゲート。ノックス級フリゲートの1隻。艦名は海軍十字章を受章したバイロン・マッカンドレス代将と、その息子であり名誉勲章を受章したブルース・マッカンドレス少将に因む。

## 艦歴
マッカンドレスはルイジアナ州ウェストウィーゴーのエイボンデール造船所で1970年6月4日に起工する。1971年3月20日に進水し、1972年3月18日に就役した。
1994年5月6日に退役したマッカンドレスは防衛援助計画に基づき2002年2月2日にトルコへ移管された。トルコ海軍ではトラキア (TCG Trakya, F-254) の艦名で就役した。